# ۲۲ دسامبر
۲۲ دسامبر سیصد و پنجاه و ششمین (در سال‌های کبیسه سیصد و پنجاه و هفتمین) روز سال در گاه‌شماری میلادی است. ۹ روز تا پایان سال باقی‌است.

## زادروزها
- ۱۸۵۸ - جاکومو پوچینی، موسیقی‌دان و آهنگ‌ساز ایتالیایی.

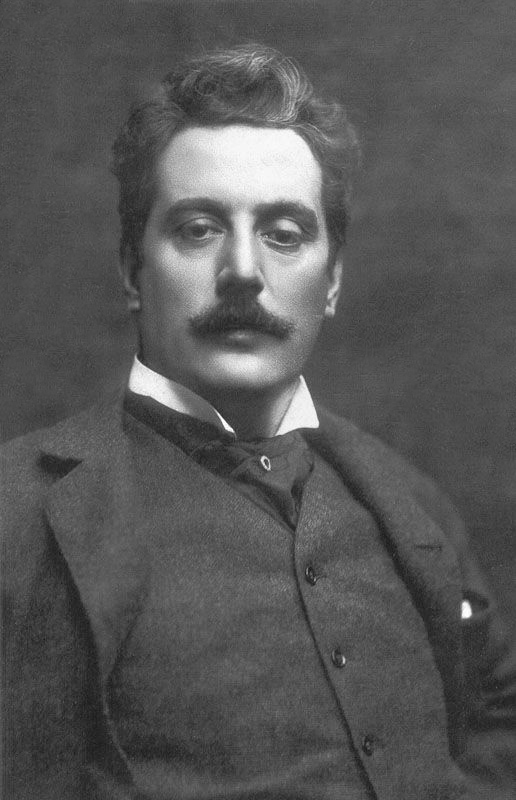
جاکومو پوچینی

- ۱۹۵۹ - برند شوستر، بازیکن فوتبال اهل آلمان.
- ۱۹۶۲ - ریف فاینز، بازیگر بریتانیایی.
- ۱۹۶۷ - ریچی ادواردز، نوازنده و گیتاریست آمریکایی.
- ۱۹۶۸ - دینا میر، بازیگر آمریکایی.
- ۱۹۶۸ - لوری مک‌کنا، خواننده اهل آمریکا.
- ۱۹۶۸ - لوئیس هرناندز، بازیکن فوتبال اهل مکزیک.
- ۱۹۶۹ - مارک روبینز، بازیکن فوتبال اهل انگلستان.
- ۱۹۷۴ - حسن البلام، بازیگر کویتی. [۱]
- ۱۹۷۹ - جیمی لانگفیلد، بازیکن فوتبال اهل بریتانیا.
- ۱۹۸۳ - لوک گالوس، کشتی‌گیر کشتی حرفه‌ای اهل آمریکا.

## درگذشت‌ها
- ۱۶۶۶ - گوئرچینو، نقاش ایتالیایی.
- ۱۸۷۰ - گوستاو آدولفو بکر، نویسنده و شاعر اسپانیایی.
- ۱۹۷۹ - داریل اف. زانوک، تهیه کننده فیلم اهل آمریکا.
- ۱۹۸۹ - ساموئل بکت، نمایش‌نامه‌نویس، رمان‌نویس و شاعر ایرلندی.
- ۲۰۱۴ - کریستین کواناوگه، هنرپیشه آمریکایی.
- ۲۰۱۴ - جو کاکر، خواننده انگلستانی.

## مناسبت‌ها
- روز مادر در کشور اندونزی
- روز قوای مسلح در کشور ویتنام
- روز ملی ریاضیات در کشور هند [۲]
- روز اتحاد در کشور زیمبابوه

## منبع
1. ↑  «حسن البلام». layalina.com (به عربی). لیالینا. بایگانی‌شده از اصلی در ۱۹ مه ۲۰۲۵. دریافت‌شده در ۱۹ مه ۲۰۲۵.
2. ↑  «روز ملی ریاضیات هند». بایگانی‌شده از اصلی در ۲۹ ژوئیه ۲۰۱۲. دریافت‌شده در ۴ ژوئن ۲۰۲۱.